# A Preta do Acarajé
A Preta do Acarajé é uma canção de Dorival Caymmi, gravada por Carmen Miranda em 27 de fevereiro de 1939 com o Conjunto Regional e a participação de Caymmi, lançada pela Odeon Records. Foi o primeiro disco da carreira de Dorival Caymmi.
Junto com ele, também foi gravado, em dueto com Carmen, outro clássico de Caymmi, "O Que É que a Baiana Tem?", que faria parte da trilha sonora do filme Banana da Terra (1939), de Wallace Downey.

## Antecedentes
O primeiro disco da carreira de Dorival Caymmi foi gravado em 1939, em dupla com Carmen Miranda. As duas canções eram de autoria de Caymmi: no lado A,  "O Que É que a Baiana Tem?"; no lado B, “A Preta do Acarajé”. Na gravação desta última, a cantora Dalva de Oliveira, que só alcançaria grande sucesso no Brasil a partir da década de 1940, cantou os “agudos que a voz de Carmen não alcançava”, conforme relato de Luiz Henrique Saia.
"O Que É que a Baiana Tem?" já fazia sucesso antes da gravação em disco, graças à sua execução no filme musical Banana da Terra, onde foi incluída às pressas, substituindo "Na Baixa do Sapateiro", de Ary Barroso. Ocorre que os cenários do filme já estavam prontos quando Barroso pediu o dobro do combinado ao produtor Wallace Downey – talvez “para garantir um mínimo de retorno financeiro”, no caso de a canção ser comercializada no exterior, já que o contrato garantia que os direitos “para os países estrangeiros” seriam controlados por Downey.

## Regravações
Dorival Caymmi interpretou essa canção em seu álbum Caymmi, em 1972. Gal Costa regravou a música para o seu álbum Gal Tropical, lançado pela Universal Music em 1979. Ná Ozzetti, por sua vez, também interpretou a canção em seu disco Balangandãs.